# يان جونز (لاعب كريكت)
يان جونز (11 مارس 1977 في المملكة المتحدة - ) (بالإنجليزية: Ian Jones)‏ هو لاعب كريكت بريطاني. لعب مع نادي مقاطعة ميدلسكس للكريكت ‏ ونادي مقاطعة سومرست للكريكت ‏.